# Фишинген (Тургау)
Фишинген (нем. Fischingen TG) — коммуна в Швейцарии, в кантоне Тургау.
Входит в состав округа Мюнхвилен. Население составляет 2569 человек (на 31 декабря 2007 года). Официальный код — 4726.